# Хонгха
Хонгха́ (китайски традиционен: 紅河, опростен: 红河, пинин: Hóng Hé; на виетнамски: Sông Hồng), (в Китай Лишехъ и Юандзян, във Виетнам – Хонгха, Сонгкой, позната също като Червена река), е река в Южен Китай, провинция Юннан и Северен Виетнам, вливаща се в Тонкинския залив на Южнокитайско море. Дължина 1149 km( по други данни 1183 km), площ на водосборния басейн 143 700 km² (по други данни 158 000 km²). Според някои учени, разломът на река Хонгха е способствал за създаването на Южнокитайско море преди около 37 милиона години.

## Географско описание
Река Хонгха води началото си на 2296 m н.в. под името Лишехъ, от Юннанската планинска земя, в китайската провинция Юннан, на около 10 km южно от езерото Ерхай. По цялото си протежение тече на югоизток, преминавайки през районите на етническата група дайци, преди да напусне Китай. В горното и средното си течение протича под името Юандзян по дъното на дълбока долина, като течението ѝ е съпроводено от бързеи и прагове. На протежение около 50 km образува част от границата между Китай и Виетнам и в района на китайския град Хекоу напуска Китай и навлиза във Виетнам (провинция Лао Кай). След това продължава в югоизточна посока през Северозападен Виетнам и в района на град Йенбай напуска планините планините и навлиза в равната и плоска Северовиетнамска приморска низина. В района на град Виетчи (провинция Фу Тхо) Хонгха се разделя на ръкави и образува обширната делта Донг Банг Сонг Хонг (Бакбо, с площ около 15 000 km²), чрез която се влива в Тонкинския залив на Южнокитайско море. Основният ръкав от делтата на Хонгха преминава през столицата Ханой.
Основни притоци: леви – Нанцихе, Ло, Кау, Лукнган; десни – Ни, Хут, Тхис, Лао, Муа, Да (най-голям приток).
Подхранването на Хонгха е предимно дъждовно и ясно изразено пълноводие през лятото по време на летния мусон. Среден годишен отток 2640 m³/s, минимален 700 m³/s, максимален – 9500 m³/s. По време на пълноводие нивото на водата се покачва с 10 – 12 m, поради което коритото ѝ и нейните ръкави в делтата са оградени с големи преградни диги за защита от наводнения. Червено-кафявата тинеста вода на реката е причината хората да я нарекат Червена река. Тя е печално известна с бурните си наводнения и големите си сезонни колебания на водния обем. Делтата е голям селскостопански район, в който се добива голямо количество ориз.

## Транспорт
През 19 век Хонгха е изгоден търговски път към Китай. Френските изследователи от края на 19 век пътуват нагоре по течението до Манхао в Южен Юннан и после по суша до Кунмин.
Червената река остава основен път между Френски Индокитай и Юннан до отварянето на железопътната линия Кунмин – Хайфонг през 1910 г. Въпреки че френските параходи достигат чак до Лао Кай през дъждовния сезон, през сухия сезон (ноември – април) параходите не могат да стигнат по-далеч от Йен Бай. Затова, през този период от годината, стоките се пренасят от по-малки плавателни съдове като джонки.
Благодарение на реката, Хайфонг в началото на 20 век е най-достъпното морско пристанище за Кунмин. Въпреки това, времето за пътуване между Хай Фонг и Кумин е считано, че отнема около 28 дни и включва 16 дни плаване с параход и по-малък плавателен съд до Манхао плюс 12 дни по суша до Кунмин.
Манхао е бил център за навигацията за малките плавателни съдове. Продукти от Юннан, като калай, са били донасяни в Манхао чрез мулета, където се товарели на лодки, преди да бъдат изпратени надолу по течението.
В участъка между Манхао и Лао Кай, където течението може да е доста бързо, пътуването нагоре по течението с малка лодка може да е много по-трудно, отколкото надолу по течението. Според някои доклади, спускането от Манхао до Лаи Кай е възможно за около 10 часа, докато плаването в обратна посока може да отнеме 10 дни или повече.

## Стопанско значение
Реката широко се използва за напояване на оризови поля. Във Виетнам е развито речното плаване, а до Ханой, на 175 km от устието, стигат и морски съдове.
В Юннан, Китай на Червената река са построени водноелектрически централи, в частност ВЕЦ Нанша и ВЕЦ Мадушан.
Още язовирни стени са разположени на притоците на реката, както в Китай, така и във Виетнам. Една от първите язовирни стени е Тхакба във Виетнам, построена през 1972 г. и образуваща езерото Тхакба.